# Нечай, Владимир Александрович
Владимир Александрович Нечай (род. 1 ноября 1961, Красноярск, РСФСР, СССР) — российский шашист, спортивный журналист. Мастер спорта СССР по русским и международным шашкам. Проживает в городе Красноярске.

## Спортивная биография
Начал заниматься шашками в 14 лет у Заборского Геннадия Ефимовича.
В 1979 году занял 5 место на Чемпионате РСФСР среди юношей и стал кандидатом в мастера спорта СССР.
В 1985 году впервые стал Чемпионом Красноярского края по русским шашкам. Так же выигрывал чемпионаты края по русским шашкам в 1987, 1988, 1993.
В 1990 и 1991 стал чемпионом города Красноярска по русским шашкам
1989 году Чемпион Красноярска и Красноярского края по международным шашкам.
В 1989 году дебютировал в финале чемпионата РСФСР в г. Махачкале 11 место
В 1991 году выиграл полуфинал чемпионата РСФСР в городе Красноярске.
В 1991 году в финале чемпионата РСФСР занял 7 место и выполнил и стал мастером спорта СССР.
В 1995 году в составе сборной Красноярского края занял 3-е место в командном чемпионате России по русским шашкам.
В 2014 занял 3 место на международном турнире Thailand open 2014.

## Журналистская деятельность
С января 2003 по январь 2010 — пресс-атташе волейбольного клуба «Дорожник» Красноярск.